# Mike Clark
Mike Clark es un guitarrista estadounidense de heavy metal y punk, conocido por ser el guitarrista rítmico de Suicidal Tendencies. Ha estado tocando con esta banda desde 1987 y fue el único miembro además de Mike Muir para volver a la banda cuando se reunieron. Antes de la formación del grupo fue miembro de la banda de thrash metal No Mercy, junto con Muir, y durante su desintegración, de The Creepers.
Desde el día en que se unió a Suicidal Tendencies, Clark fue muy activo en la composición de los temas, escribiendo la mayor parte de la música para su primer álbum con la banda, How Will I Laugh Tomorrow When I Can't Even Smile Today?. Sus primeras composiciones eran en su mayoría de carácter thrash aunque aportando un sonido melódico, pese a lo cual continuó escribiendo música para la banda que cubría muchos estilos diferentes; esto se refleja en The Art of Rebellion, que, como Clark llegó a afirmar en una entrevista, «es definitivamente nuestro álbum más diverso hasta el momento, pero no fue planeado realmente de esa manera, es sólo la forma en que hemos crecido musicalmente».
Mike y su esposa Shannon tiene una hija llamada Christina, que apareció al final del vídeo en directo de War Inside My Head. 
- Datos: Q664513